# Phạm Thị Hài
Phạm Thị Hài (25 juni 1989) is een Vietnamese roeier. Ze komt samen met Phạm Thị Thảo voor Vietnam uit op de Olympische Zomerspelen 2012 in Londen op het onderdeel roeien. Phạm zit hier in de lichte dubbel twee.